# Hans Hauptmann
Hans Hauptmann (ur. 23 listopada 1865 w Coburg-Gotha, zm. ？) – oficer armii austro-węgierskiej, współtwórca zespołu zachodniogalicyjskich cmentarzy wojennych.
Johann (Hans) Hauptmann był synem pracownika towarzystwa ubezpieczeniowego. Ukończył Akademię Handlową.
Służbę wojskową rozpoczął w listopadzie 1884 roku jako jednoroczny ochotnik z przydziałem do c.k. 22 Batalionu Strzelców Polnych w Pradze i Pilźnie.
W roku 1887 zdał egzamin na oficera rezerwy w c.k. 9 Dywizji Piechoty i z awansem do stopnia tytularnego starszego strzelca, 30 września przeniesiono go do rezerwy.
W cywilu pracował, podobnie jak ojciec, jako urzędnik w towarzystwie ubezpieczeniowym.
Po ćwiczeniach w 1888 r. awansował do stopnia podporucznika rezerwy.
W roku 1889 zawarł związek małżeński.
31 grudnia 1906 roku został przeniesiony w stan spoczynku. W 1915 roku, w randze kapitana w stanie spoczynku, otrzymał przydział do komendantury okręgowej obrony krajowej nr 16, gdzie do 1 stycznia 1916 roku pełnił służbę na różnych stanowiskach dowodzenia.
1 stycznia 1916 roku został odkomenderowany do C. i k. Komendantury Wojskowej w Krakowie jako oficer koncepcyjny (później zastępca dowódcy) w Oddziale Grobów Wojennych C. i K. Komendantury Wojskowej w Krakowie, gdzie pełnił służbę do 1918 roku.
Był głównym autorem przewodnika i albumu: Westgalizische Heldengraeber aus den Jahren des Weltkrieges 1914-1915, Wien: 1918; reprint: Zachodniogalicyjskie groby bohaterów z lat wojny światowej 1914-1915, przekład filologiczny Henryk Sznytka, opracowanie, wstęp i przypisy Jerzy Drogomir, Tarnów:  Muzeum Okręgowe w Tarnowie 1996, ISBN 83-85988-40-8. Jego podpis widnieje pod opisem kwalifikacyjnym tego dzieła oraz pod około 200 poetyckimi inskrypcjami, które zostały umieszczone na zbudowanych cmentarzach wojskowych.
Rudolf Broch, jego dowódca w Wydziale Grobów Wojennych, w piśmie z 15 stycznia 1918 roku, tak scharakteryzował Hansa Hauptmanna:
Dojrzały, rzetelny, z charakterem; może być wykorzystany jako oficer koncepcyjny w wyższych instancjach; znakomity pisarz (literat); wobec podwładnych wymagający, sprawiedliwy i życzliwy.
Według arkusza kwalifikacyjnego, Hans Hauptmann posiadał biegłą znajomość języków niemieckiego i angielskiego w mowie i piśmie, czeskiego zaś w stopniu wystarczającym w służbie (wojskowej).
Wiele wskazuje na to, że Hans Hauptmann był głównym autorem Westgalizische Heldengraeber aus den Jahren des Weltkrieges 1914-1915.

## Literatura
- Zachodniogalicyjskie groby bohaterów z lat wojny światowej 1914-1915, przekład filologiczny Henryk Sznytka, opracowanie, wstęp i przypisy Jerzy Drogomir, Tarnów:  Muzeum Okręgowe w Tarnowie 1996, ISBN 83-85988-40-8, wstęp str.VII;
- Roman Frodyma. Cmentarze wojenne z I wojny światowej na Ziemi Tarnowskiej. Przewodnik Turystyczny. Krosno: Wydawnictwo "Ruthenus" 2006. ISBN 978-83-7530-000-0;
- Roman Frodyma. Galicyjskie Cmentarze Wojenne tom I. Pruszków: Rewasz 1995. ISBN 83-85557-20-2;
- Roman Frodyma. Galicyjskie Cmentarze Wojenne tom II. Pruszków: Rewasz 1997. ISBN 83-85557-38-5;
- Roman Frodyma. Galicyjskie Cmentarze Wojenne tom III. Pruszków: Rewasz 1998. ISBN 83-85557-52-0;
- Oktawian Duda. Cmentarze I wojny światowej w Galicji Zachodniej 1914-1918. Warszawa: Ośrodek Ochrony Zabytkowego Krajobrazu 1995. ISBN 83-85548-33-5;
- Jerzy Drogomir. Polegli w Galicji Zachodniej 1914-1915 (1918). Wykazy poległych, zmarłych i pochowanych na 400 cmentarzach wojskowych w Galicji Zachodniej. Tarnów: Muzeum Okręgowe w Tarnowie tom I. Tarnów: 1999. ISBN 83-85988-26-2
- Jerzy Drogomir. Polegli w Galicji Zachodniej 1914-1915 (1918). Wykazy poległych, zmarłych i pochowanych na 400 cmentarzach wojskowych w Galicji Zachodniej. Tarnów: Muzeum Okręgowe w Tarnowie tom II. Tarnów: 2002; ISBN 83-85988-32-7;
- Jerzy Drogomir. Polegli w Galicji Zachodniej 1914-1915 (1918). Wykazy poległych, zmarłych i pochowanych na 400 cmentarzach wojskowych w Galicji Zachodniej. Tarnów: Muzeum Okręgowe w Tarnowie tom III. Tarnów: 2005; ISBN 83-85988-57-2;
- Agnieszka Partridge. Otwórzcie bramy pamięci. Cmentarze wojenne z lat 1914-1918 w Małopolsce. Kraków: LETTRA-GRAPHIC 2005. ISBN 83-89937-10-7, str. 44-69
- Archiwum Państwowe w Krakowie (29); Dział: wojsko; Kategoria: sztaby, dowództwa terytorialne; Nr zespołu: 275/1; Karta: A i B; Nazwa główna: "C. i K. Komenda Wojskowa w Krakowie, Oddział Grobów Wojennych (K.u.K. Militärkommando Krakau, Kriegsgräberabtilung)"; daty skrajne: 1914-1914, 1916-1918 (24 j.a., opracowane; inwentarz książkowy), Zawartość:
  - 29\275\1 K.k. Militärkommando Krakau, Kriegsgräberabteilung (C.k. Komenda Wojskowa w Krakowie, Oddział Grobów Wojennych) (1914) 1916-1918, sygn.GW 1-24 (korespondencja, dzienniki podawcze, wykazy zmarłych i zaginionych, mat. dot. postępowania spadkowego po zmarłych żołnierzach);
  - 29\275\0 Urząd Opieki nad Grobami Wojennymi Okręgu Generalnego Krakowskiego 1918-1923, sygn. GW 25-34 (korespondencja, dzienniki podawcze, indeksy, rejestry poległych, ekshumacje, składki na groby wojenne), Dokumentacja techniczna i ewidencyjna 1914-1922 (1939) (wykazy poległych i zmarłych oraz jeńców, sprawy gruntowe, plany i mapy cmentarzy);